# Akköy, Mudanya
Akköy là một xã thuộc huyện Mudanya, tỉnh Bursa, Thổ Nhĩ Kỳ. Dân số thời điểm năm 2011 là 490 người.